# Frank Uhrenholt
Frank Uhrenholt (født 8. januar 1943 i Volsted) er en dansk erhvervsleder, godsejer og kammerherre. Uhrenholt er administrerende direktør for Faurskov Gods A/S, og er sammen med sin hustru Mejse bosiddende på Faurskov Gods i Aarup.
Uhrenholt er søn af Karen Marie (født Rask, 1918–2009) og Ewald Helmuth Uhrenholt (1913–1990). Han fik sin uddannelse ved Aalborg Handelsgymnasium og Kalø Sproghøjskole. I 1978 etablerede han fødevarevirksomheden F. Uhrenholt A/S, der i 2005 opkøbte Emborg Foods A/S. Frank Uhrenholt er desuden Letlands honorære generalkonsul for Jylland og Fyn og blev 1992 Ridder af Dannebrog.